# Christin Balogh

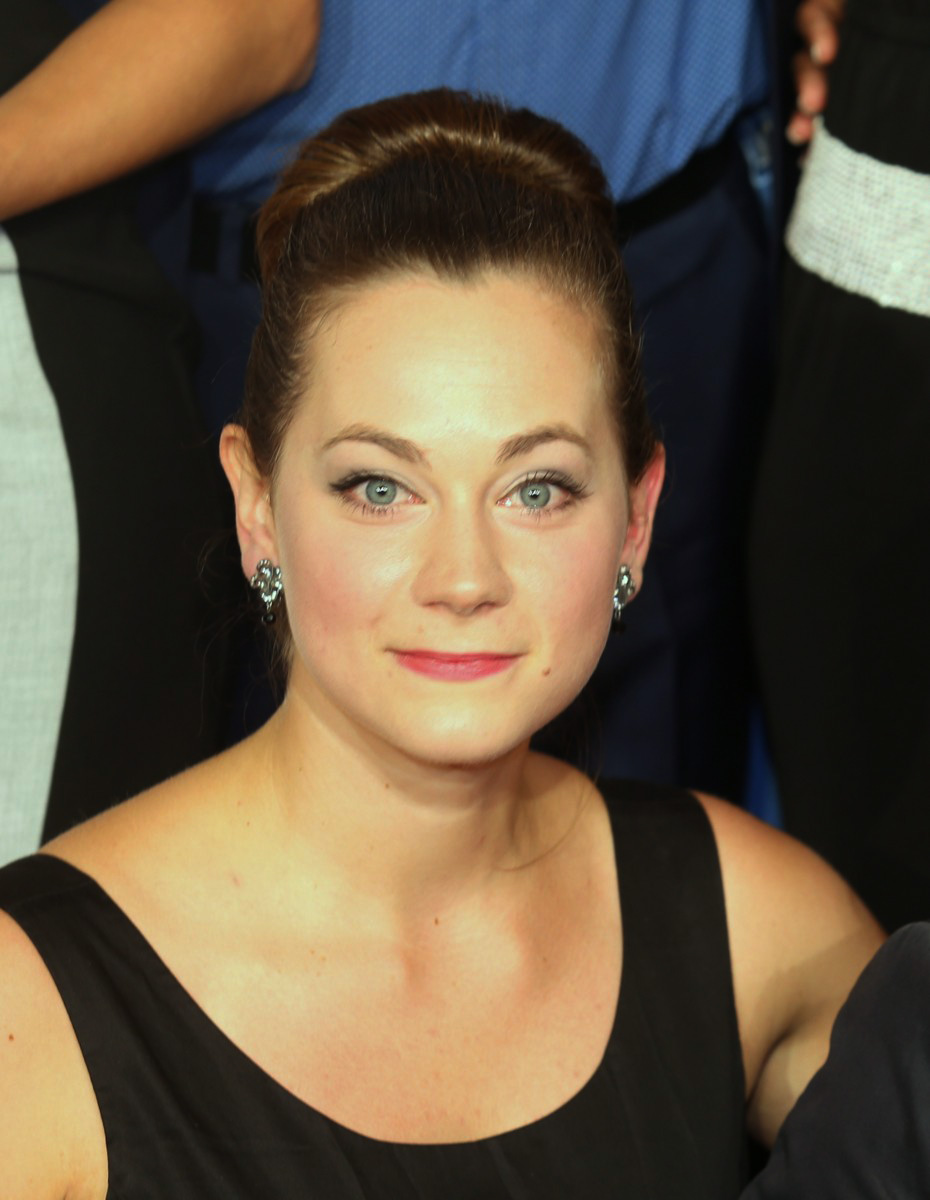
Christin Balogh (2015)

Christin Balogh (* 6. November 1985 in Magdeburg) ist eine deutsche Schauspielerin und Hörfunkmoderatorin.

## Leben und Wirken
Balogh besuchte von 2004 bis 2007 die Schauspielschule Regensburg. Seit 2004 spielt sie Theater und trat beispielsweise am Stadttheater Fürth oder am Stadttheater Konstanz auf. Gleichfalls ist sie seit 2004 auch für Film und Fernsehen tätig. Hier war sie bisher u. a. in der Krimiserie Schmidt & Schmitt – Wir ermitteln in jedem Fall und in der Arztserie Der Bergdoktor sowie in Annie – kopfüber ins Leben zu sehen.
Von Mai 2013 (Folge 1763) bis Juli 2019 (Folge 3188) war Balogh in der Rolle des Zimmermädchens und der späteren Chefköchin Tina Kessler in der ARD-Telenovela Sturm der Liebe zu sehen. Im Frühjahr 2022 kehrte sie für einen Gastauftritt (Folge 3806–3819) in die Serie zurück.
Seit dem 7. Juli 2019 führt Balogh zusammen mit ihrer langjährigen Freundin und Kollegin Corinna Theil im Hörfunksender Bayern 3 durch den Podcast Freundschaft Plus. Sie besprechen in ihren wöchentlichen Beiträgen Themen des Lebens aus der Sicht junger Frauen. Seit Januar 2022 moderiert Balogh zusätzlich in unregelmäßigen Abständen Bayern 3 – Die Nacht. Von 2023 bis 2024 führte Balogh jeden Freitag gemeinsam mit Corinna Theil durch den Feelgood-Freitag im Hörfunksender Bayern 3.
Balogh lebt in München. Neben ihrer Muttersprache Deutsch spricht sie auch Englisch und Ungarisch.

## Filmografie
- 2007: Frischfleisch
- 2009: Der Bergdoktor (Fernsehserie, 1 Folge)
- 2011: Schmidt & Schmitt – Wir ermitteln in jedem Fall (Fernsehserie, 1 Folge)
- seit 2011: Aktenzeichen XY: ungelöst (Fernsehreihe, verschiedene Rollen)
- 2013–2019, 2022: Sturm der Liebe (Fernsehserie)
- 2020: Annie – kopfüber ins Leben
- 2022: Hubert ohne Staller (Fernsehserie, 1 Folge)
- 2022: Die Rosenheim-Cops (Fernsehserie, 1 Folge)